# 1984 v hudbě
Tento článek obsahuje události související s hudbou, které proběhly v roce 1984.

## Narození

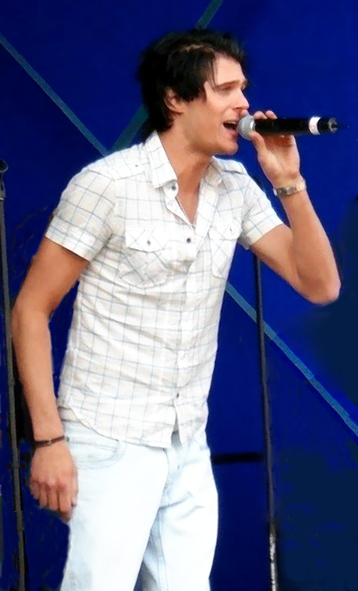
Basshunter (* 1984)

- 27. září – Avril Lavigne
- 25. října – Katy Perry

- 22. prosince – Basshunter

## Zemřeli
- 28. červen – Milan Chladil

## Alba
- domácí
  - Futurum – Ostrov Země
  - Greenhorns – Pod liščí skálou
  - Hana Zagorová – Co stalo se stalo
  - Helena Vondráčková – Ode mne k tobě
  - Karel Gott – Hrátky s láskou
  - Lenka Filipová – Lenka
  - Michal Tučný – Jak chcete žít bez koní
  - Miroslav Žbirka – Nemoderný chalan
  - Olympic – Laboratoř
  - Peter Nagy – Chráň svoje bláznovstvá
  - Progres 2 – Mozek
  - Spirituál kvintet – 20 let

- zahraniční
  - AC/DC – '74 Jailbreak
  - Chilliwack – Look in Look Out
  - David Gilmour – About Face
  - Dead Can Dance – Dead Can Dance
  - Depeche Mode – Some Great Reward
  - Duran Duran – Arena (Live)
  - Europe – Wings of Tomorrow
  - Frankie Goes to Hollywood – Welcome to the Pleasuredome
  - Iron Maiden – Powerslave
  - Janet Jacksonová – Dream Street
  - Jethro Tull – Under Wraps
  - John Cale – Caribbean Sunset
  - John Cale – John Cale Comes Alive
  - Judas Priest – Defenders of the Faith
  - King Crimson – Three of a Perfect Pair
  - Kiss – Animalize
  - Metallica – Ride the Lightning
  - Mike Oldfield – Discovery
  - Mike Oldfield – The Killing Fields
  - Motörhead – No Remorse
  - Queen – The Works
  - R.E.M. – Reckoning
  - Roger Waters – The Pros and Cons of Hitch Hiking
  - Rush – Grace Under Pressure
  - U2 – The Unforgettable Fire
  - V.A. – Street of Fire
  - Van Halen – 1984
  - Wham! – Make It Big
  - Zee – Identity

## Hity
- domácí
  - Petra Janů – Moje malá premiéra
  - Michal David – Non stop
  - Iveta Bartošová a Petr Sepeši – Knoflíky lásky
  - Lenka Filipová – Prý se tomu říká láska
  - Projektil – Zahrada ticha
  - Karel Gott – To musím zvládnout sám
  - Karel Svoboda a Elektrovox – Návštěvníci

- zahraniční
  - Dan Hartman – I Can Dream about You
  - Cameo – She's Strange
  - The Bar-Kays – Freak Show on the Dance Floor
  - One Way – Mr. Groove
  - Seala E. – Gramoulous Life
  - Nick Kershaw – The Riddle
  - John Cafferty & the Beaver Brown Band – Tender Years
  - John Cafferty & the Beaver Brown Band – On The Dark Side
  - Howard Jones – What Is Love
  - Chaka Khan – I Feel for You
  - Julian Lennon – Valotte
  - Paul McCartney – No More Lonely Nights
  - Madonna – Like a Virgin
  - Midnight Star – Operator
  - Ollie & Jelly – Breakin'
  - Prince – Purple Rain
  - George Michael – Careless Whisper
  - Wham! – Wake Me Up Before You Go-Go
  - Tina Turner – What's Love Got to Do with It
  - Willie Nelson & Julio Iglesias – To All The Girls I've Loved Before
  - Phil Collins – Against All Odds
  - Frankie Goes to Hollywood – Relax
  - Frankie Goes to Hollywood – Two Tribes
  - Honey Drippers – Sea of Love
  - Huey Lewis and the News – If This Is It
  - The Jesus and Mary Chain – Upside Down
  - Elton John – Sad Songs (They Say So Much)
  - Ray Parker Jr. – Ghostbusters
  - Thompson Twins – Doctor, Doctor
  - Mike Oldfield, Maggie Reilly – To France
  - Alphaville – Big In Japan
  - Stevie Wonder – I Just Called to Say I Love You
  - Queen – Radio Ga Ga

## Festivaly
- Vokalíza 1984

## Muzikál
- Chess